# Boeing
The Boeing Company är en amerikansk flygplanstillverkare med huvudkontor i Arlington County i Virginia. Boeing är världens största tillverkare av flygplan och världens näst största leverantör av försvarsmateriel. Företaget har omkring 142 000 anställda. Boeing köpte konkurrenten McDonnell Douglas 1997. Företaget har en del av sina fabriker i Seattle, Everett (Boeing Everett Factory) och Renton.

## Historik
Företaget grundades 1916 som "Pacific Aero Products Co." av William Boeing och bytte den 9 maj 1917 namn till "Boeing Airplane Company". På 1930-talet nåddes en överenskommelse med Pan Am om att bygga ett passagerarflygplan som kunde korsa oceanerna. I juni 1938 gjordes den första flygningen med Boeing 314 Clipper, en flygbåt som var det största civila flygplanet som dittills byggts, och det kunde ta 90 passagerare.
Under andra världskriget byggde Boeing ett stort antal bombplan. Från och med mars 1944 producerades hela 350 plan per månad. De mest framgångsrika modellerna var Boeing B-17 Flying Fortress och Boeing B-29 Superfortress. Efter kriget minskade behovet av bombplan och 70 000 anställda förlorade sina jobb. Företaget kunde återhämta sig något genom att sälja flygplan anpassade för trupptransport och lufttankning.
1958 började Boeing leverera Boeing 707, vilket var ett av världens första kommersiella jetplan efter fransk-engelska Comet och franska Caravelle. Detta fyrmotoriga plan kunde ta 158 passagerare och bidrog till att göra amerikanska tillverkare världsledande på området. Några år senare kom Boeing 727 som var ett tremotorigt medeldistansplan som togs mycket väl emot av passagerare, besättningar och flygbolag. Trots att produktionen av Boeing 727 avslutades 1984 fanns vid millennieskiftet fortfarande 1 300 Boeing 727 i användning.
1967 introducerade Boeing ytterligare ett kort- och medeldistansflygplan, det tvåmotoriga Boeing 737. Det har sedan dess varit det bäst säljande kommersiella jetplanet i flyghistorien. Boeing 737 tillverkas fortfarande och flera förbättringar har gjorts för att förbättra modellen.
Den första kommersiella flygningen med Boeing 747 genomfördes 1970. Boeing 747 har en lång räckvidd och betydligt större passagerarkapacitet än Boeings tidigare flygplan.
I början av 1970-talet genomgick Boeing en ny kris. Apolloprogrammet som Boeing hade deltagit i under föregående årtionde närmade sig sitt slut. Företaget hade förhoppningar om att kunna kompensera det med försäljning av kommersiella flygplan. Flygtrafiken befann sig dock under tillbakagång, utvecklingskostnaden för Boeing 747 hade tärt på företaget och problemen med motorerna kostade på. Företagets planerade överljudsplan Boeing 2707 (Boeing SST) lades ned innan det ens lämnat ritbordet. Företaget minskade antalet anställda med nära hälften, från 80 000. Det var dock även en period av utveckling för företaget. Ett viktigt projekt under åren var Space Shuttle som Boeing bidrog till med sin erfarenhet från Apolloeran. Boeing 727 började bli utkonkurrerat av Douglas DC-9/McDonnell Douglas MD-80-derivat men även av företagets egen Boeing 737. Den tremotoriga lösningen för Boeing 727 var med stigande bränslepriser i kombination med ett för litet skrov ett allt större problem för företaget. Konkurrens från Airbus och McDonnell Douglas i form av A300/A310 respektive DC-10 gjorde att Boeing plötsligt behövde utveckla två modeller för att klara konkurrensen. Först kom Boeing 757 som ersättare för Boeing 727 och främst framtaget för amerikansk inrikestrafik och därefter Boeing 767. Planen utvecklades delvis parallellt och därför kunde kostnadsbesparingar uppnås. Boeing stod därför relativt väl rustat för den avreglerade amerikanska marknaden inför 1980-talet. Teknikutvecklingen med allt pålitligare motorer gjorde att tvåmotoriga Boeing 767 snabbt kom att bli nordatlanttrafikens verkliga arbetshäst vilket till slut bidrog till McDonnell Douglas fall under 1990-talet.
Runt 1983 började den ekonomiska situationen att förbättras. Passagerartrafiken ökade men konkurrensen var också hårdare, främst från europeiska Airbus. Flera militära projekt påbörjades.
I april 1994 introducerade Boeing sitt då modernaste jetplan, det tvåmotoriga Boeing 777, med en kapacitet på 300 till 400 passagerare. Boeing 777 är det tvåmotoriga flygplan som har längst räckvidd, och det var det första Boeingplanet med ett "fly-by-wire"-system.
I september 2001 flyttades huvudkontoret från Seattle till Chicago.
Den 8 juli 2007 introducerade Boeing sitt senaste flygplan, modellen Boeing 787 (även kallat "Dreamliner"). Datumet valdes noggrant eftersom det med amerikansk datering skrivs 07-08-07 (7-8-7). Fyra nya varianter på äldre modeller har nyligen utvecklats; ultra-långdistansplanet Boeing 777-200LR, Boeing 737-900ER och Boeing 747-8.
Den 21 augusti 2006 rapporterade Sky News att Boeing 737 Next Generation som producerats mellan 1994 och 2002 innehöll defekta delar. Boeing svarade att anklagelserna var grundlösa.

## Flygplan
| Trafikflygplan | Strids- och Bombflygplan |
| --- | --- |
| - Boeing 247 - Boeing 314 (Sjöflygplan) - Boeing 367-80 - utvecklades till Boeing 707 - Boeing 377 Stratocruiser Boeings sista propellerplan - Boeing 707 - Boeing 720 - Boeing 717 (McDonnell Douglas MD-95 (DC-9-95)) - Boeing 727 - Boeing 737 + Next generation & 737 MAX - Boeing 747 även kallad Jumbojet. - Boeing 757 - Boeing 767 - Boeing 777 - Triple Seven - Boeing 787 - Dreamliner - Boeing Business Jet (BBJ) (En modifierad Boeing 737 för privatflyg) | - Boeing B-17 Flying Fortress - Boeing B-29 Superfortress - Boeing B-47 Stratojet - Boeing B-50 Superfortress - Boeing B-52 Stratofortress - McDonnell Douglas F-15 Eagle - Boeing F/A-18 Hornet - Boeing F/A-18EF Super Hornet |
| Frakt- och tankplan | Övervakningsplan och annat militärt |
| - Boeing C-97 Stratofreighter - Boeing C-17 Globemaster III - Boeing C-32A Executive Transport Aircraft - Boeing C-40A Navy Airlift Aircraft - McDonnell Douglas KC-10 Extender Aerial Refueling Tanker - Boeing KC-135 Stratotanker - Boeing KC-767 Tanker Transport Aircraft - Boeing VC-25A Air Force One | - Boeing 737 AEW&C Wedgetail - Boeing E-3 Sentry (Ofta synonymt med AWACS men det är en generell term) - Boeing E-4B National Airborne Operations Center - Boeing E-6 Mercury/Boeing E-6 Tacamo (Take Charge and Move Out) - Boeing P-8 Poseidon ubåtsjakt- och havsövervakningsflygplan - Boeing T-43 Cargo Trainer - Boeing T-45 Training System/Boeing T-45 Goshawk |

## Dotterbolag
- Boeing Capital Corporation
- Boeing Commercial Airplanes, Inc.
- Boeing Defense, Space & Security
- Boeing Global Services

## Ledare

### Ordförande
- William Edward Boeing, 1916–1934
- Claire Egtvedt, 1934–1966
- William M. Allen, 1968–1972
- Thornton Wilson, 1972–1987
- Frank Shrontz, 1988–1996
- Philip M. Condit, 1997–2003
- Lewis E. Platt, 2003–2005
- James McNerney, 2005–2016
- Dennis A. Muilenburg, 2016–2019
- Dave Calhoun, 2019
- Larry Kellner, 2019–2024
- Steven M. Mollenkopf, 2024–

### Verkställande direktörer
- Claire Egtvedt, 1933–1939
- Philip G. Johnson, 1939–1944
- Claire Egtvedt, 1944–1945
- William M. Allen, 1945–1968
- Thornton Wilson, 1969–1986
- Frank Shrontz, 1986–1996
- Philip M. Condit, 1996–2003
- Harry Stonecipher, 2003–2005
- James A. Bell, 2005 (tf.)
- James McNerney, 2005–2016
- Dennis A. Muilenburg, 2016–2019
- Greg Smith, 2019–2020 (tf.)
- Dave Calhoun, 2020–2024
- Kelly Ortberg, 2024–